# Малишев Олексій Федорович
Олексій Федорович Малишев (16 грудня (28 грудня) 1885, Астрахань — ?) — російський військовий льотчик, виведений під власним ім'ям у романі М.О. Булгакова «Біла гвардія».

## Біографія
Син особистого почесного громадянина. Закінчив Астраханську гімназію та Санкт-Петербурзьке юнкерське училище (1909), випущений підпоручником у 10 саперний батальйон Варшавського військового округу. Одночасно захопився авіацією, спочатку аматорськи. У 1911 р. переведений до Берестя-Литовського повітроплавного батальйону і, після закінчення Авіаційного відділу Офіцерської повітроплавної школи з січня 1913 р. у званні військового льотчика. Першу світову війну, розпочавши в чині поручника, закінчив підполковником, був тричі нагороджений орденами «за повітряні розвідки» і в 1917 р. георгіївською зброєю — «за те, що, перебуваючи в лавах 9-го корпусного авіаційного загону в чині поручника і управляючи повітроплавним апаратом у другій половині листопада 1914 р. на околицях Кракова, в умовах виняткових труднощів та небезпеки, під артилерійським і рушничним вогнем противника, давав можливість доставляти вірні відомості про силу, розташування та пересування значних сил противника, як у районі фортеці Краків, так і до на південний захід від неї» . 12 серпня 1915 тяжко контужений при аварії аероплана на аеродромі. У 1916 р. служив в Авіаційному загоні школи льотчиків-спостерігачів у Гатчині, у 1917 р. навчався у Школі вищого пілотажу на апаратах системи «Ньюпор».
Після революції 1917 року і Берестейського миру повертається до Києва, де жив напередодні війни. На початку листопада 1918 вступив у добровольчі офіцерські дружини, що формувалися урядом гетьмана Скоропадського. На початку грудня призначений командиром дружини бойскаутів, що складалася з кадетів і гімназистів і була розташована в будівлі Олександрівської (Першої Київської) гімназії. Дружина призначалася для охоронної служби у Києві. У цю дружину, за припущенням історика Ярослава Тинченка, як військовий лікар був призначений мобілізований М. О. Булгаков, який описав її в романі «Біла гвардія» під виглядом мортирного дивізіону. З того, що ні сам Малишев, ні його підлеглі не потрапили в петлюрівський полон, Я. Тинченко робить висновок, що Малишев у дійсності поводився так, як це було описано в романі: передбачаючи катастрофу, він вчасно розпустив дружину і втік сам, переодягнувшись у цивільне. У 1919 Малишев був мобілізований у РККА і служив військкомом 41-го авіаційного загону, але, очевидно, перебіг до білих: 6 листопада 1919 р. «оголошений зрадником і внесений до чорного списку».

## Образ Малишева в Булгакова
М. О. Булгаков зображує Малишева в позитивному світлі — як розумного і відповідального офіцера, що дбає про своїх підлеглих і вчасно розпускає їх, щоб уникнути безглуздих жертв. Зовнішність його Булгаков описує так: «Пан полковник був трохи старшим за Турбіна — було йому років тридцять, щонайбільше тридцять два. Його обличчя, вигодоване і гладко виголене, прикрашалося чорними, підстриженими по-американському вусиками. Найвищою мірою живі та тямущі очі дивилися явно втомлено, але уважно».

## Чини та звання
- Підпоручник — 06.08.1909 р.
- Поручник — 01.10.1912 р.
- Військовий льотчик — 28.01.1913 р.
- Штабс-капітан — 28.07.1916 р.

## Нагороди
Ордени:
- Орден Святого Станіслава 3-го ступеня — ВП від 28.10.1911;
- Орден Святої Анни 3-го ступеня — ВП від 27.03.1913 р. за закінчення Авіаційного відділу Офіцерської повітроплавної школи;
- Орден Святої Анни 4-го ступеня з написом «За хоробрість» — ВП від 25.01.1915 р. «за повітряні розвідки»;
- Орден Святого Станіслава 2-го ступеня з мечами — ВП від 25.01.1915 р. «за повітряні розвідки»;
- Орден Святого Володимира 4-го ступеня з мечами та бантом — ВП від 25.01.1915 р. «за повітряні розвідки»;
- Орден Святої Анни 2-го ступеня з мечами — 08.06.1915 р.
- Мечі та бант до наявного ордену Св. Анни 3-го ступеня — ВП від 05.03.1916 р.

Георгіївська зброя — ВП від 24.01.1917 р.